# Logonna-Daoulas
Logonna-Daoulas (en bretó Logonna-Daoulaz) és un municipi francès, situat a la regió de Bretanya, al departament de Finisterre. L'any 2006 tenia 1.969 habitants.

## Demografia
| 1223                                       | 1312 | 1579 | 1931 | 2025 |
| Des de 1962: població sense dobles comptes |      |      |      |      |

## Administració
| Període   | Identitat                | Partit |
| --------- | ------------------------ | ------ |
| 2001/2008 | Françoise Péron          | PS     |
| 1989/2001 | François René Jourdrouin |        |
| 1977/1988 | Pierre Herry             |        |
| 1971/1977 | Henri Camus              |        |
| 1969/1971 | Adolphe Mezou            |        |
| 1948/1969 | Jean Marie Kermarec      |        |
| 1945/1948 | Hervé Salaün             |        |
| 1919/1943 | Frédéric Madec           |        |
| 1905/1919 | Jean François Le Cann    |        |
| 1894/1905 | Corentin Diverrès        |        |
| 1880/1894 | Pierre Salaün            |        |
| 1878/1880 | Jean François Salaün     |        |
| 1868/1878 | Louis Le Hir             |        |
| 1860/1868 | ?                        |        |
| 1854/1860 | Jean François Le Cann    |        |